# Wein- und Waldvierteltour
Der Begriff Weinvierteltour bezeichnet eine etwa 260 Kilometer lange Route für eine Rundfahrt durch das östliche niederösterreichische Waldviertel und das westliche Weinviertel mit Start und Ziel in Ysper, einer Katastralgemeinde von Yspertal. Diese Tour wird auch als historische Weinvierteltour bezeichnet. Daneben gibt es auch eine kleine Weinvierteltour, die mit etwa 180 km durch das östliche Weinviertel verläuft.
Ein ähnlicher Begriff Weintour Weinviertel bezeichnet die Einladung einer Gruppe von Winzern des Weinviertels an alle Interessenten zur Verkostung ihrer Weine des letzten Jahrganges. 

## Routenbeschreibung

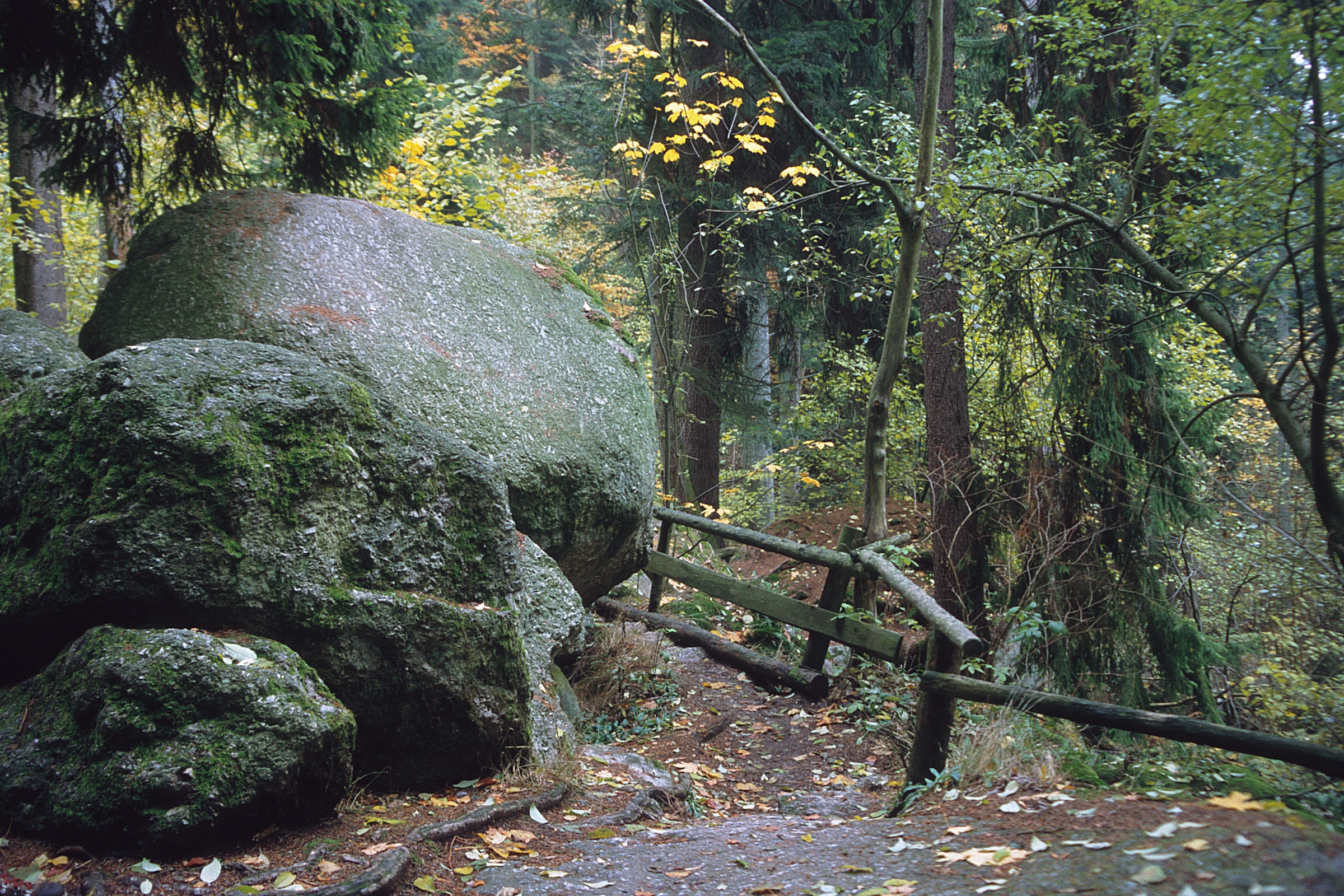
In der Ysperklamm

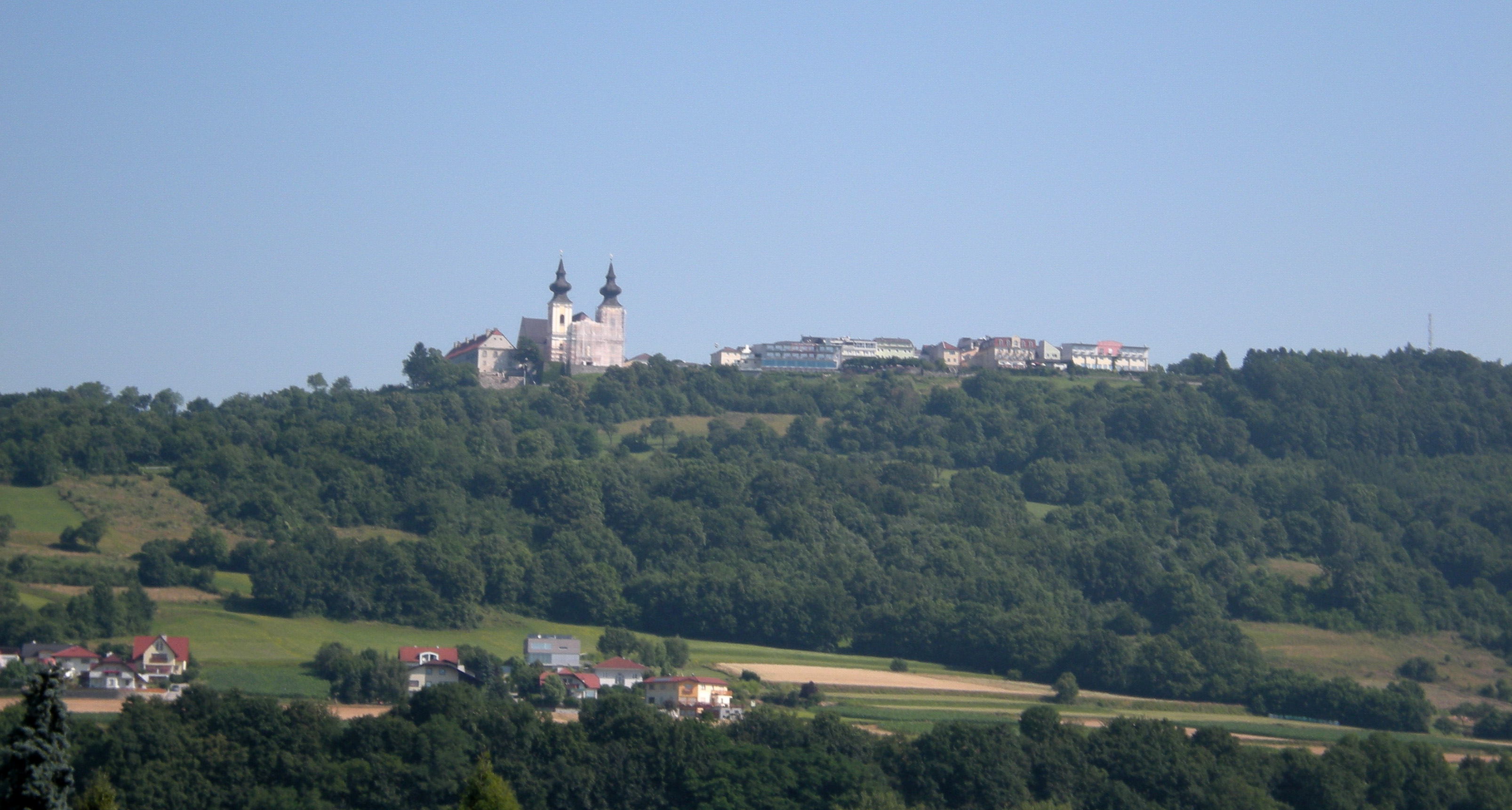
Maria Taferl vom Donautal aus

Die Fahrt beginnt in der zur Marktgemeinde Yspertal gehörenden Katastralgemeinde Ysper, benannt nach dem Fluss Ysper. In der Nähe gibt es die als Naturdenkmal geschützte Ysperklamm. Sie hat eine Länge von 1200 m und überwindet auf dieser Länge eine Höhe von 400 m in Kaskaden.
Auf der B 36 gelangt man nach Pöggstall mit seinem Schloss aus dem 13. Jahrhundert, in welchem einige Museen, wie etwa ein Heimatmuseum mit Folterkammer, ein Museum für Rechtsgeschichte oder ein Imkermuseum untergebracht sind.
Am Ortsanfang von Pöggstall führt die Route links weiter hinauf durch das kleine Hölltal nach Aschelberg (KG von Pöggstall) und durch ein großes Waldgebiet weiter nach Kirchschlag. Nach Kirchschlag führt die Route links weiter auf die B 217 Richtung Ottenschlag mit dem im Besitz des Landes Niederösterreich befindlichen Schloss Ottenschlag. Der Weg führt weiter Richtung Kottes und zweigt nach ca. 2,5 km links nach Albrechtsberg ab. Über Lichtenau geht es durch kleine Dörfer nach Marbach im Felde (KG von Rastenfeld) und weiter auf der B 37 links nach Rastenfeld und dann rechts auf der B 38 nach Ottenstein. Hier liegt hoch über dem gleichnamigen Stausee die Burg Ottenstein.

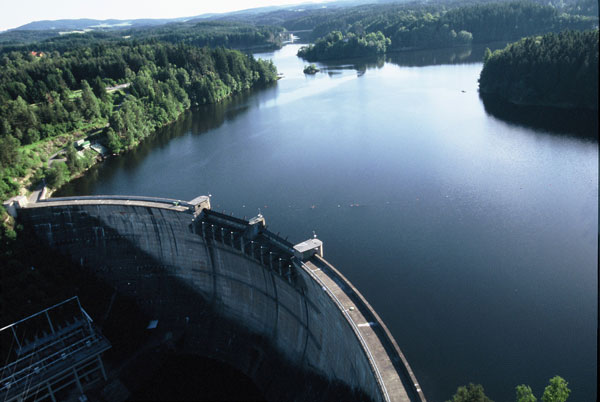
Stausee Ottenstein

Der Stausee am Fuße der Burg ist der oberste der drei Kampstauseen und dient nicht nur der Stromerzeugung, sondern auch als Hochwasserrückhaltebecken. Gemeinsam mit dem nächsten Stausee, dem Stausee Dobra, belebt er auch den Tourismus der Region. So sind sportliche Betätigungen möglich, Erholungsheime, Gastronomiebetriebe, Hotels und Campingplätze sind angesiedelt und die Seen stellen auf Grund des großen und vielfältigen Fischbestandes ein beliebtes Anglergebiet dar.
Nun folgt ein Streckenabschnitt über eine Landesstraße dem Dobrastausee entlang nach Krumau und weiter Kurve auf Kurve bis man die B 32 erreicht und dieser folgend, links Richtung Norden nach Brunn an der Wild gelangt. Diese Gegend ist bereits seit der Jungsteinzeit besiedelt. Die Pfarrkirche weist Bauelemente verschiedener Epochen auf. Die barocke Kirche mit gotischem Chor und einem romanischen Turm steht auf teilweise gotischen Grundmauern. Nördlich der Katastralgemeinde Atzelsdorf gibt es einen steinernen Turm aus dem Mittelalter.
Nun geht es über kleine Nebenstraßen durch mehrere kleine Dörfer Richtung Retz. Aber auch diese Dörfer bieten Wissenswertes und Sehenswürdigkeiten. So stammt etwa der Vater von Adolf Hitler, Alois Hitler aus der Nähe von Döllersheim (heute KG von Neupölla). Ab 1938 wurde dort der Truppenübungsplatz Allentsteig angelegt, der auch heute noch Verwendung findet. Die Burg Wildberg überragt den Ort Irnfritz, in der Nähe gibt es die Burg Grub und in der Katastralgemeinde Trabenreith findet man ein Ziegelmuseum. In der Gemeinde Weitersfeld sowie in ihren Katastralgemeinden liegen 4 Schlösser, 3 sehenswerte Kirchen, ein Damhirschgehege, ein Waldlehrpfad und sonstige Touristenattraktionen.

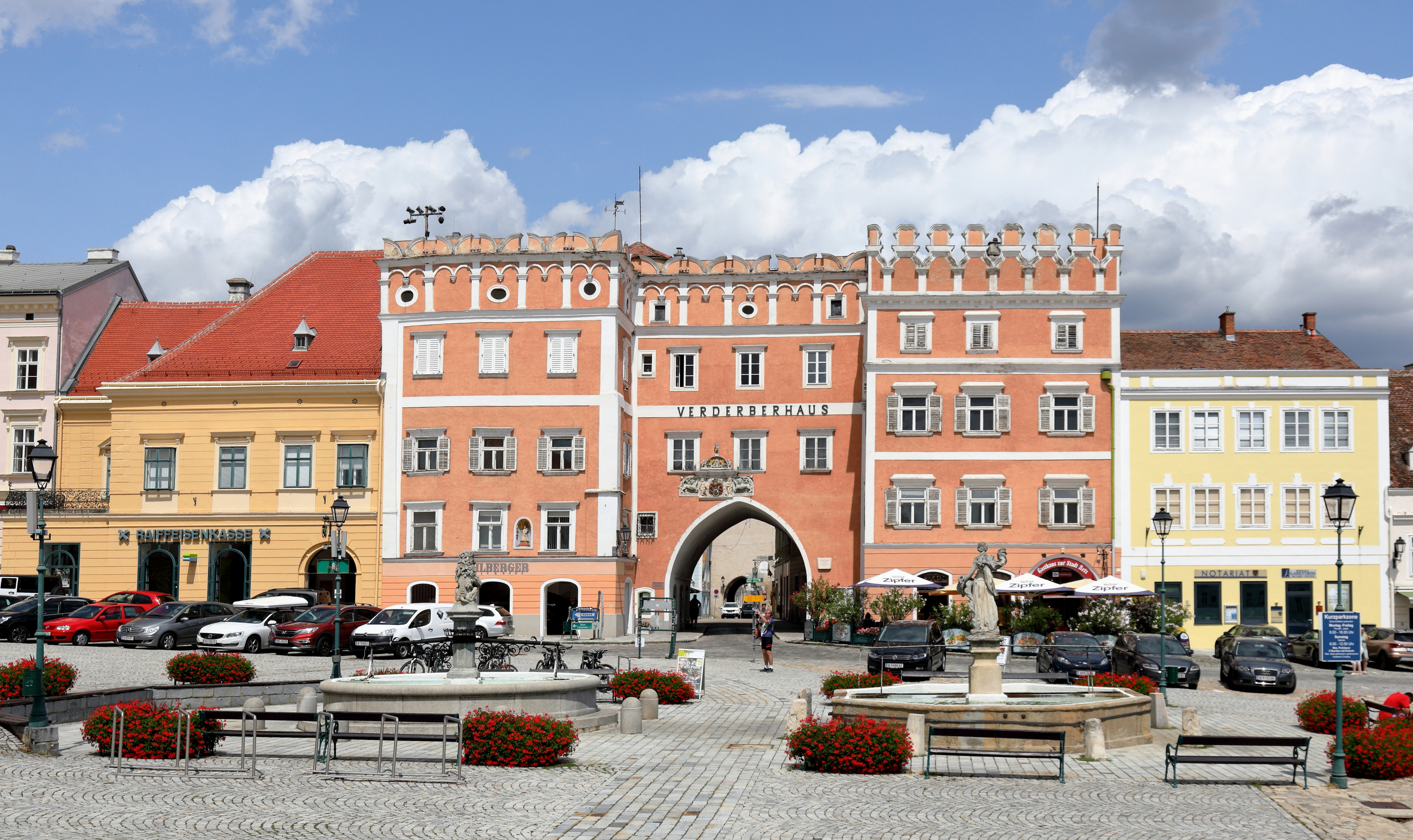
Verderberhaus in Retz, im Vordergrund die beiden Brunnen auf dem Hauptplatz.

Dann passiert man die Grenze zwischen Wald- und Weinviertel, die ersten Weingärten tauchen auf und man erreicht die Stadt Retz.
Im Zentrum der Stadt befindet sich einer der größten Hauptplätze Österreichs, den man auch unterirdisch durchqueren kann, denn der Retzer Erlebniskeller ist der größte Weinkeller Österreichs. Die Gesamtlänge der Kellergewölbe beträgt etwa 20 km und ist somit länger als das gesamte oberirdische Straßennetz der Stadt. Einmal im Jahr während der Retzer Weinwoche sprudelt aus den beiden Brunnen auf dem Hauptplatz Rot- und Weißwein, der auch gleich verkostet werden kann. Bekannt ist insbesondere die Retzer Windmühle und als Touristenattraktion der Reblaus-Express. Alle Sehenswürdigkeiten der Stadt zu besichtigen, die teilweise noch aus dem Mittelalter stammen, nimmt einige Tage in Anspruch. Für nähere Informationen empfiehlt sich die Nutzung der Links auf der Seite von Retz.
Die Weinvierteltour führt weiter über die B 35, einer Bundesstraße mit langgezogenen Kurven, über Pulkau nach Eggenburg.

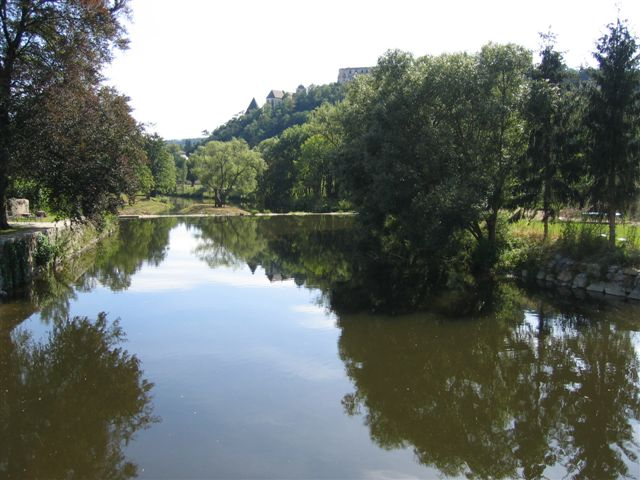
Der Kamp in Gars

Die Stadt ist auch heute noch von ihrer mittelalterlichen teils begehbaren Stadtmauer umgeben. Erwähnenswert ist hier die Pfarrkirche mit dem in der Nähe liegenden Karner, das Krahuletzmuseum mit den erdgeschichtlichen, urgeschichtlichen und volkskundlichen Sammlungen sowie ein Motorradmuseum.
Auf einer Nebenstraße führt die Tour weiter nach Gars am Kamp, wo die Babenberger im 11. Jahrhundert ihre Residenz errichteten. Anschließend der B 34 den Kamp entlang über den Weinort Zöbing mit seinen Kellergassen nach Langenlois, der größten Weinbaugemeinde Österreichs.
Nun ist es auf einer Schnellstraße nicht mehr weit nach Krems. Dass das Gebiet am östlichen Ende der Wachau und am Südabbruch des Waldviertels uraltes Siedlungsgebiet ist, beweist der Fund einer 32.000 Jahre alten Frauenstatuette sowie ein 27.000 Jahre altes Kindergrab. Das Gebiet war allerdings bis zum 7. Jahrhundert nur zeitweise besiedelt. Im Stadtteil Stein an der Donau befindet sich die zweitgrößte Justizanstalt und gleichzeitig größte Strafvollzugsanstalt des Landes. Hinsichtlich näherer Informationen über die Stadt und ihre Sehenswürdigkeiten muss auch hier auf die Seite Krems und die dort zur Verfügung stehenden Links verwiesen werden.
Gegenüber von Krems liegt auf einer Anhöhe das Benediktinerkloster Stift Göttweig.

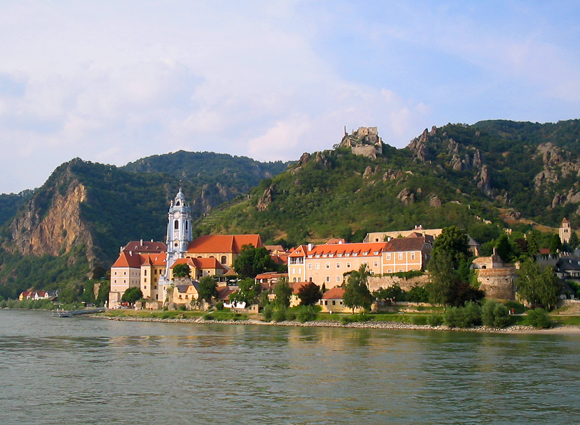
Dürnstein am Fuße der Burgruine

Die Route führt weiter am linken Donauufer flussaufwärts durch die Wachau, seit Dezember 2000 Weltkulturerbe, mit ihren Terrassenweingärten und den berühmten Weinorten. Der erste ist Dürnstein mit seiner wechselvollen Geschichte und der bekannten Ruine, auf welcher der englische König Richard Löwenherz gefangen war und der Sage nach von seinem Getreuen, dem Troubadour Blondel, gefunden und in der Folge befreit werden konnte. Tatsächlich wurde er gegen hohes Lösegeld freigelassen.
Die Wachau ist nicht nur bekannt für ihre Weine, sondern auch für den Obstbau, der hier betrieben wird (insbesondere Vogel-Kirsche und Marille). Die Prädikatsweine werden in 3 Qualitätsstufen, als „Steinfeder“, „Federspiel“ und „Smaragd“ produziert und die vorherrschende Rebsorte ist der Riesling. 
Es folgt Weißenkirchen mit seiner gotischen Wehrkirche aus dem 14. Jahrhundert, deren wuchtiger Turm 1531 zum Schutz gegen die Türken erbaut wurde und welcher der Ort seinen Namen verdankt. Hier ist auch der Standort des Wachaumuseums, welches im Teisenhoferhof, einem Renaissancebau, untergebracht ist.

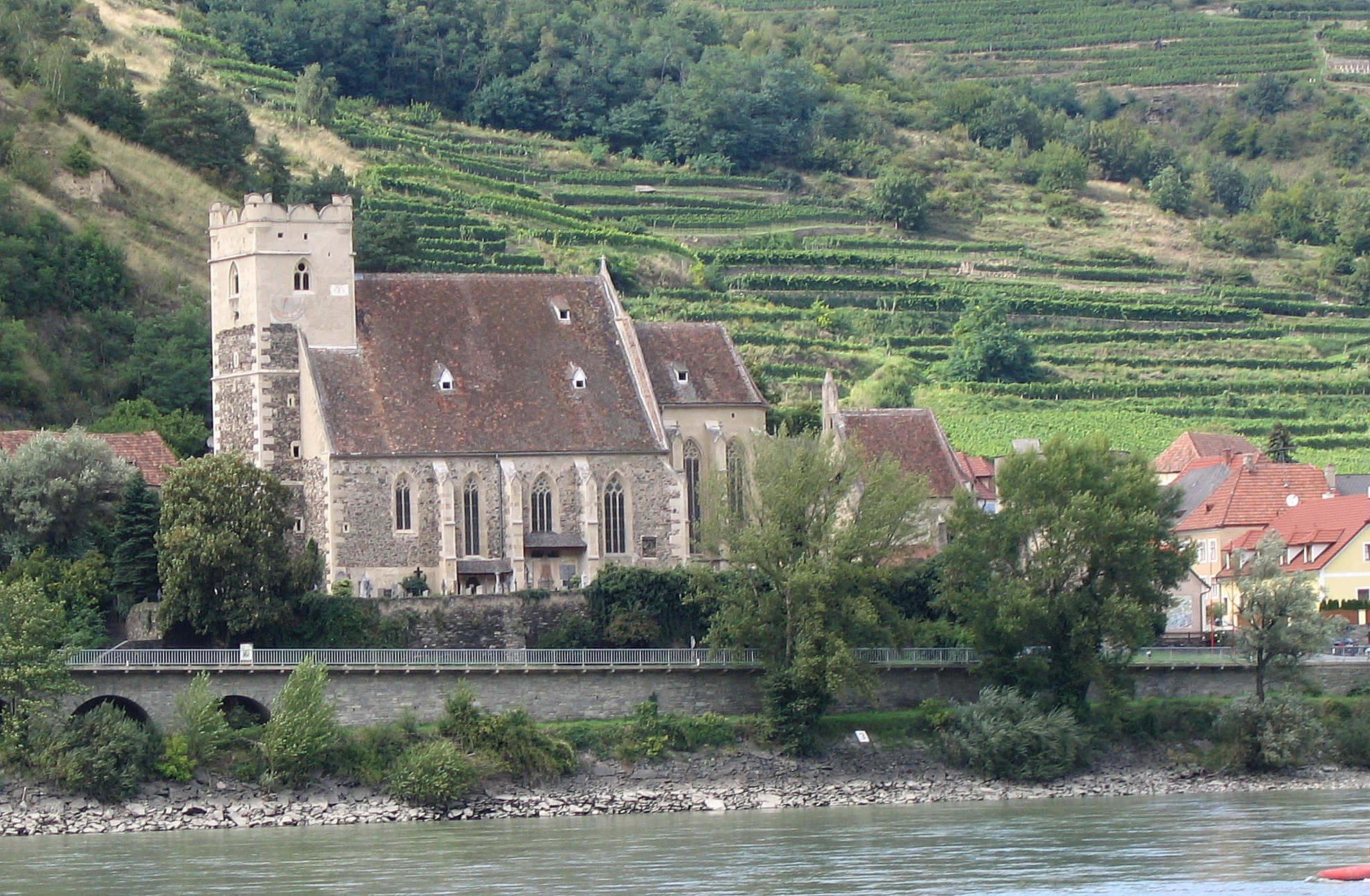
Die Wehrkirche St. Michael. Rechts neben der Kirche der Karner.

Nach 2 km stromaufwärts kommt man an der Wehrkirche_St._Michael aus der Zeit um 1500 vorbei. Die Geschichte der Pfarre selbst geht bis etwa in das Jahr 1000 zurück und gilt als älteste Pfarre der Wachau. Neben der Kirche befindet sich der gotische Karner mit einer Schädelpietà auf dem Altartisch und zwei sogenannten Sparsärgen, die immer wieder verwendet werden konnten. Der Leichnam wurde in Tüchern gehüllt in den Sarg gelegt, und nachdem dieser über dem geöffneten Grab positioniert war, öffnete man mittels eines Hebels den Boden und der Leichnam fiel in das Grab. Einer der beiden Särge ist ein heute seltener Kindersarg. In Vitrinen an der Seitenwand sind zwei Mumien aus dem 12. Jahrhundert aufbewahrt.

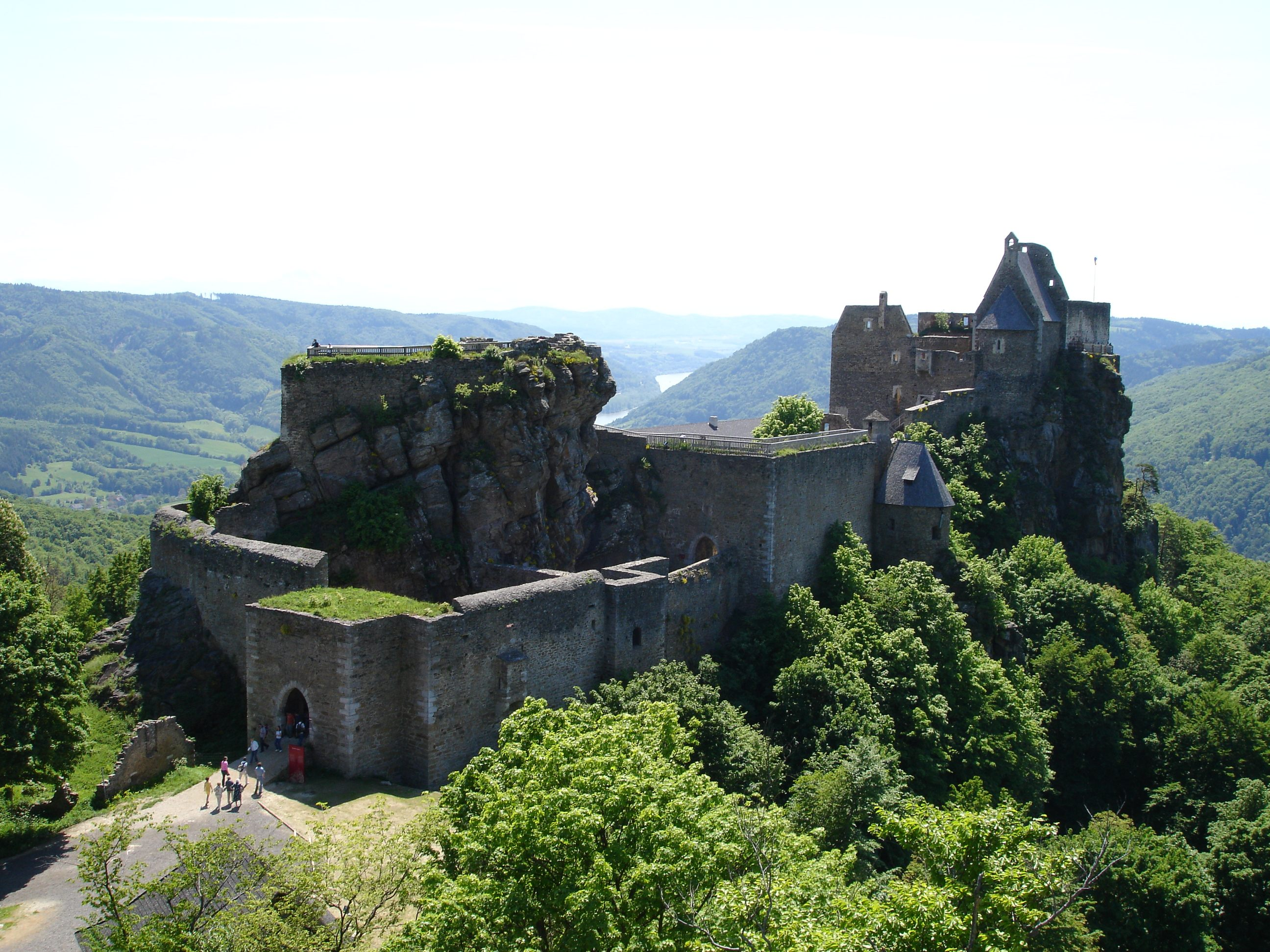
Ruine Aggstein

Kurz danach erreicht man Spitz, das von der Ruine Hinterhaus, einer ehemaligen Kuenringerburg überragt wird. Mitten am Hauptplatz, wie die Einheimischen sagen, liegt der Burgberg, besser bekannt als Tausendeimerberg. Dieser Hügel hat niemals eine Burg getragen, wohl aber auf seinen Terrassen in günstigen Weinjahren 1000 Eimer, das sind 56.000 Liter Wein. Im Schifffahrtsmuseum wird dem Besucher neben der Geschichte der Schifffahrt auch das Leben der Schiffleute, des Adels und des Kaiserhauses nähergebracht. Durch den hier im Jahre 1947 gedrehten Film „Der Hofrat Geiger“ erreichte Spitz in der Nachkriegszeit einen hohen Bekanntheitsgrad.
Unmittelbar nach dem Ortsende von Spitz kommt man an der Teufelsmauer vorbei, einer Felsformation, die der Sage nach der Überrest eines versuchten Mauerbaus quer über die Donau durch den Satan sein soll.

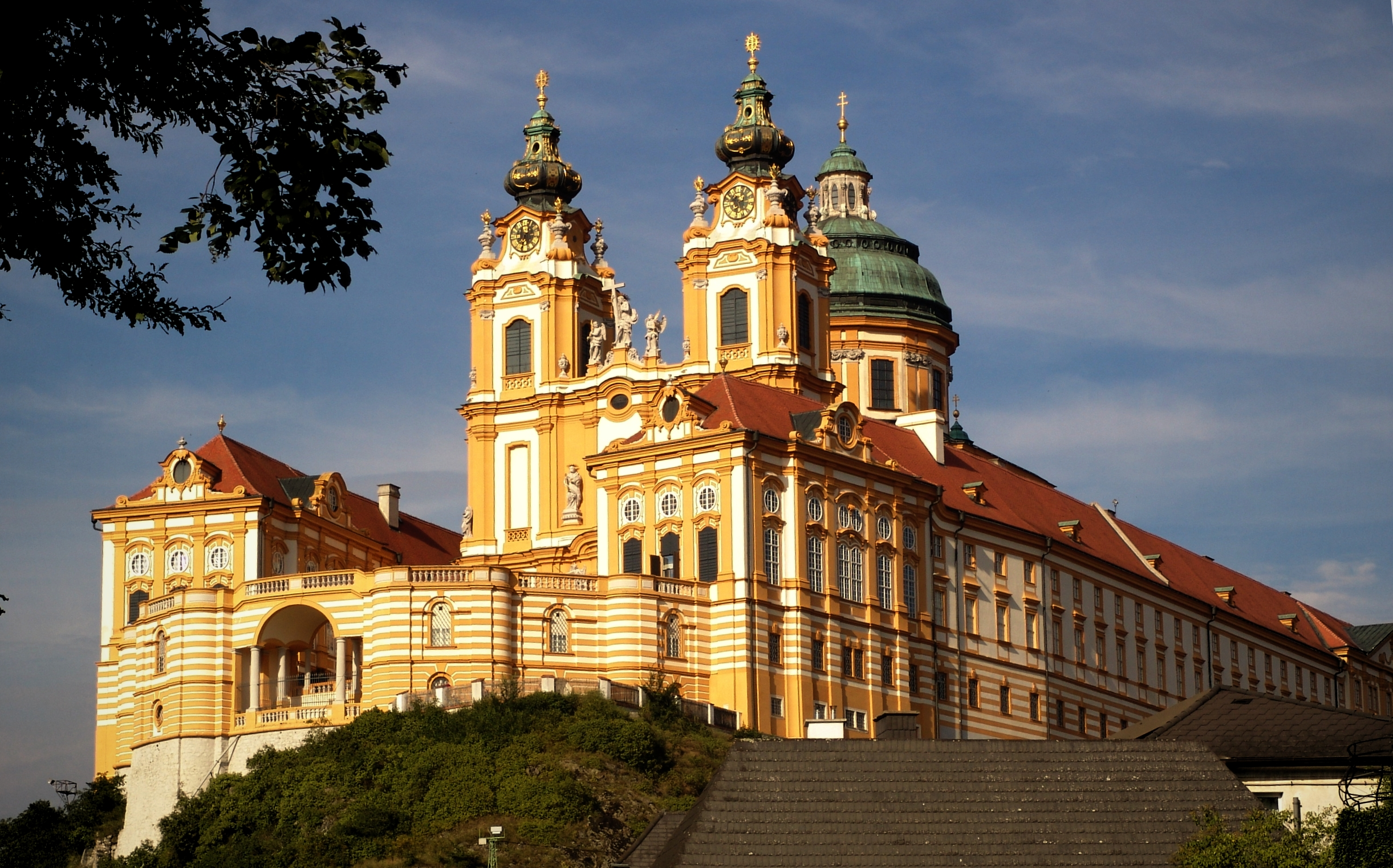
Stift Melk

Es folgt Willendorf, die Fundstätte der "Venus von Willendorf". Von hier aus hat man bereits am gegenüberliegenden Donauufer die Burgruine Aggstein im Blickfeld, die von den Kuenringern erbaut wurde, auf eine fast 1000-jährige Geschichte zurückblicken kann und die Schauplatz einiger Sagen ist.
Die Route führt über Weitenegg, von wo aus man das am anderen Donauufer liegende Stift Melk erblickt, weiter nach Klein-Pöchlarn mit seiner 1391 erbauten gotischen und seither nahezu unverändert gebliebenen Kirche.
Nach Klein-Pöchlarn verlässt man die viel befahrene B 3 rechts über einigen Kehren und gelangt über Münichreith nach dem hoch über dem Donautal gelegenen Wallfahrtsort Maria Taferl. Vom Platz vor der Wallfahrtskirche Maria Taferl hat man noch einmal die Gelegenheit für einen Blick über das Donautal. Danach führt die Route über eine Berg- und Talstrecke zurück ins Yspertal, wo man nach 260 km wieder den Ausgangspunkt erreicht.

## Bildergalerie

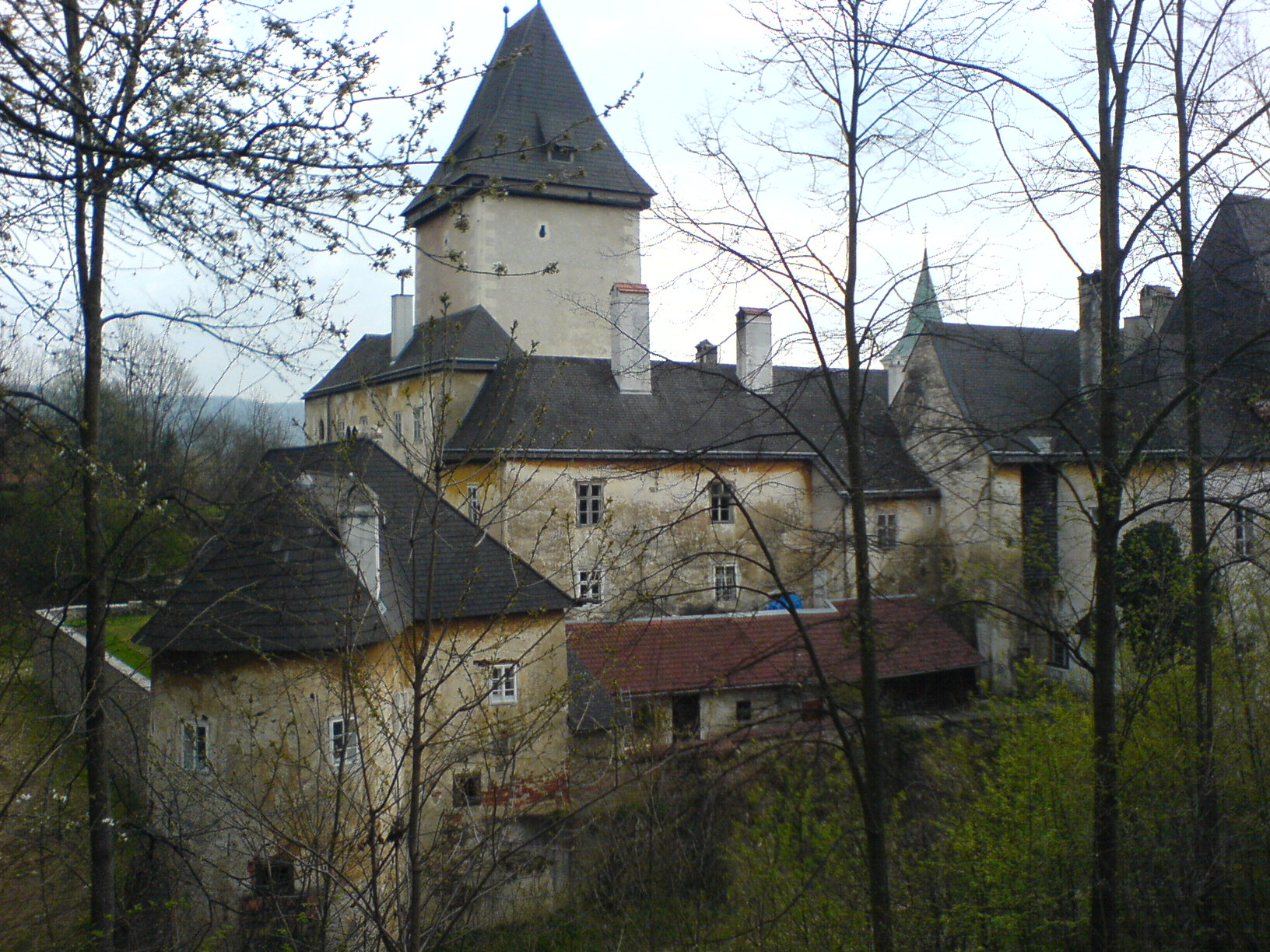
Schloss Pöggstall 2007
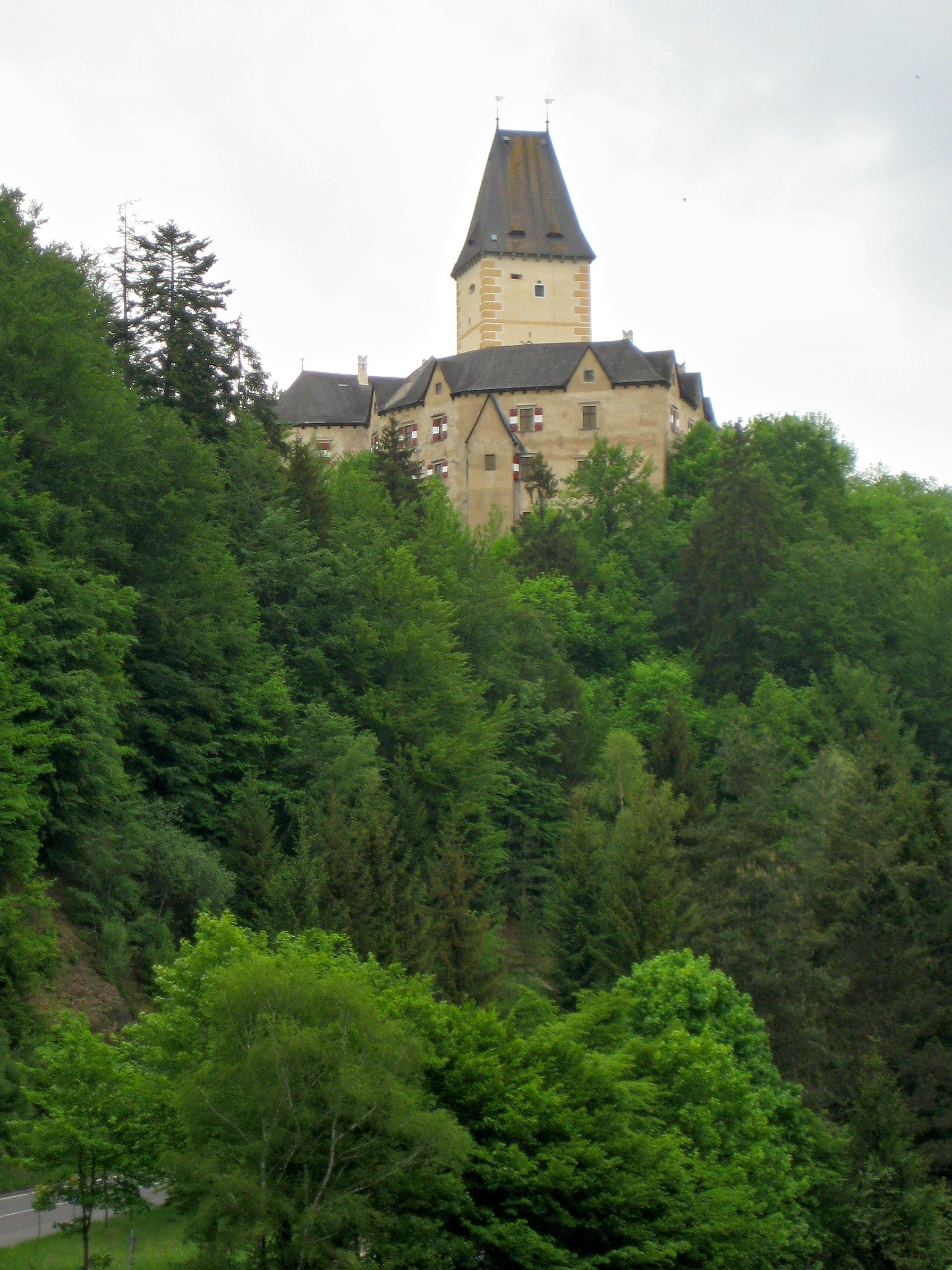
Burg Ottenstein
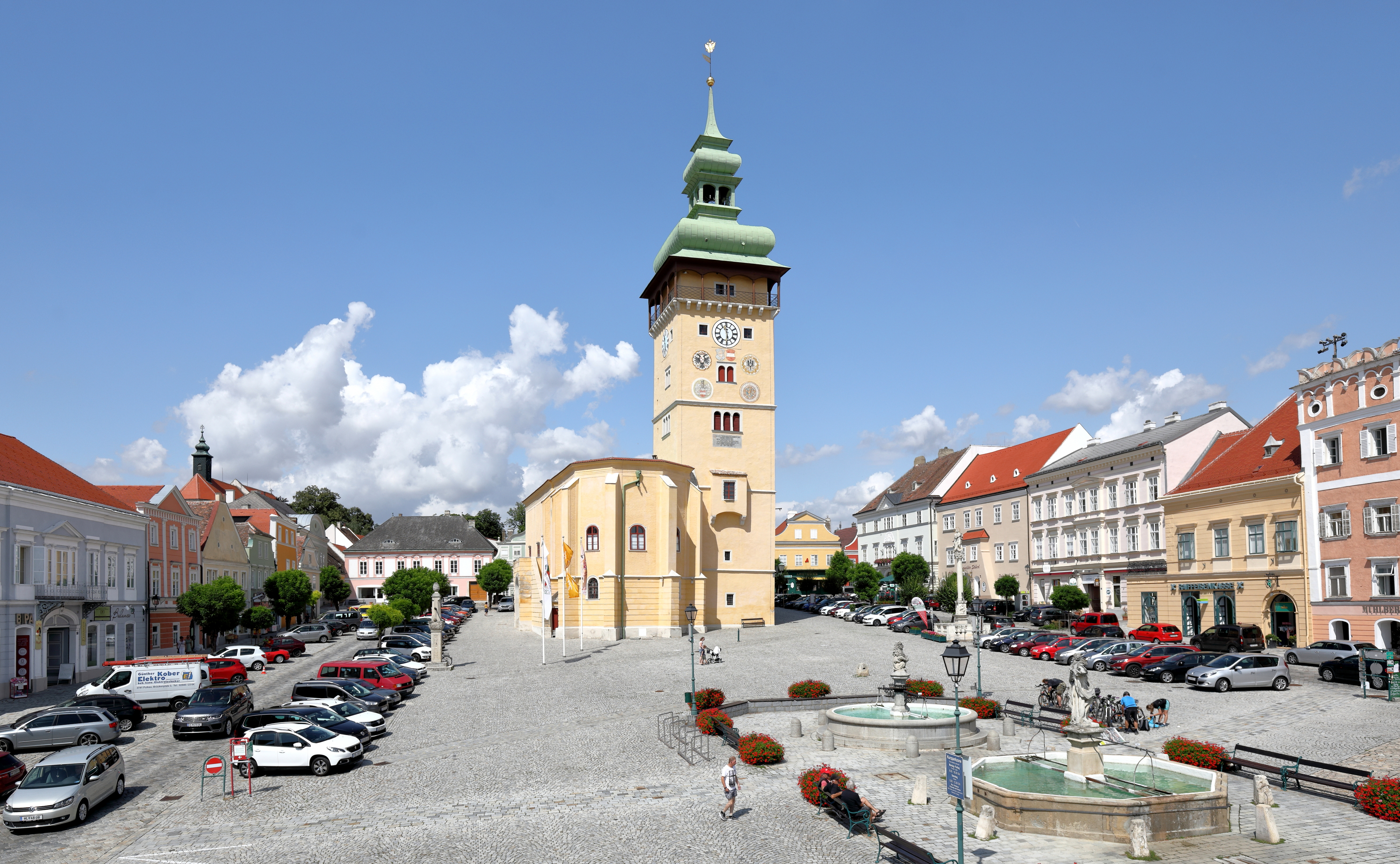
Hauptplatz von Retz
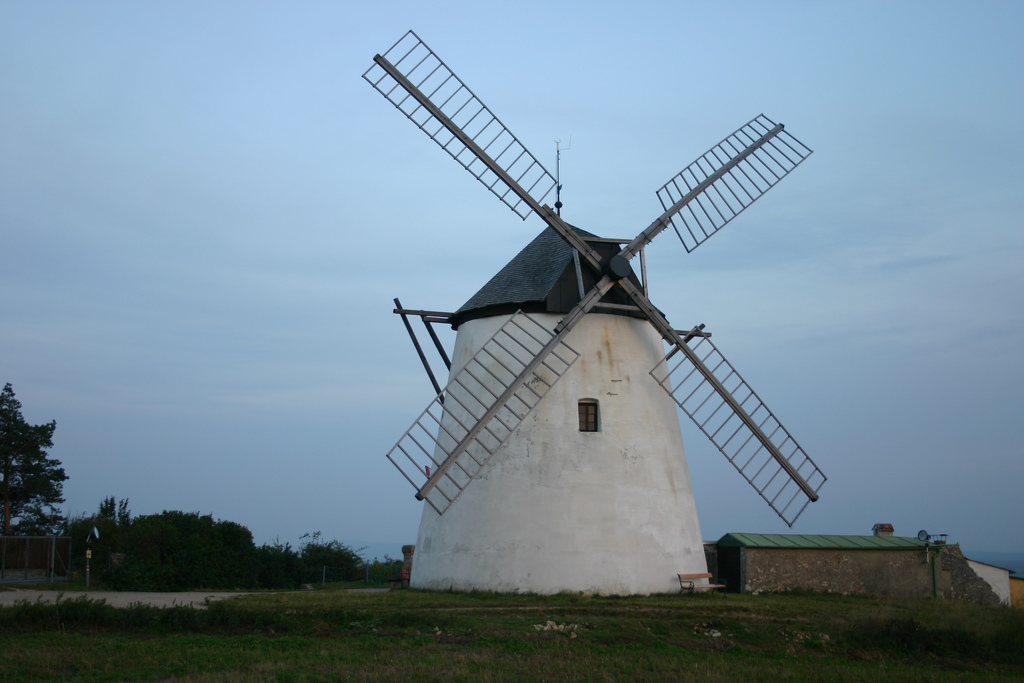
Windmühle in Retz
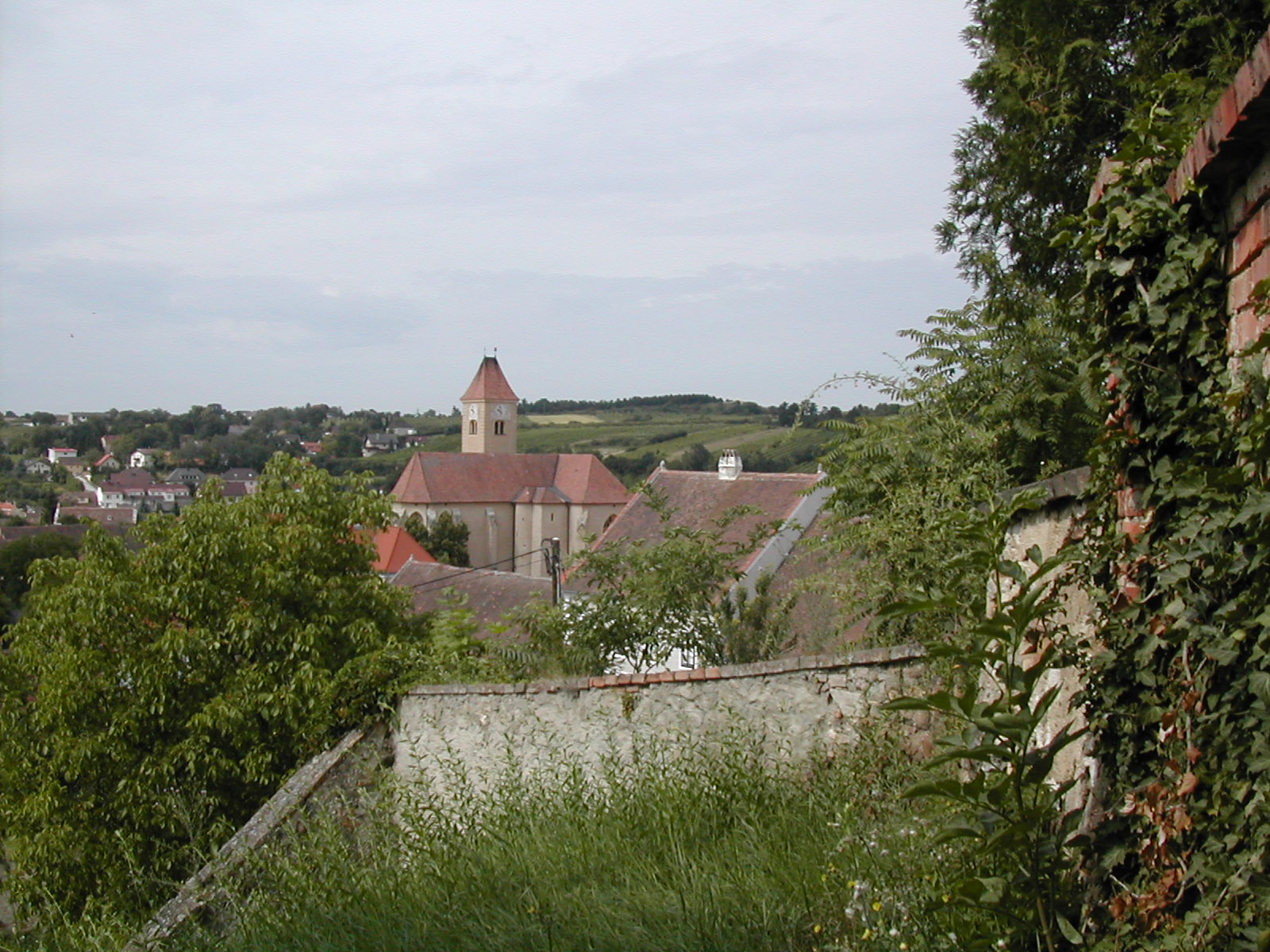
Kirche in Pulkau
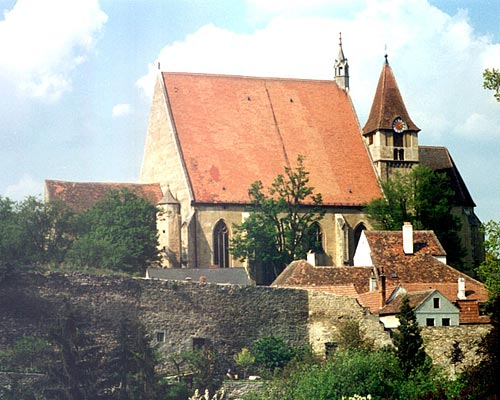
Kirche in Eggenburg mit Stadtmauer im Vordergrund
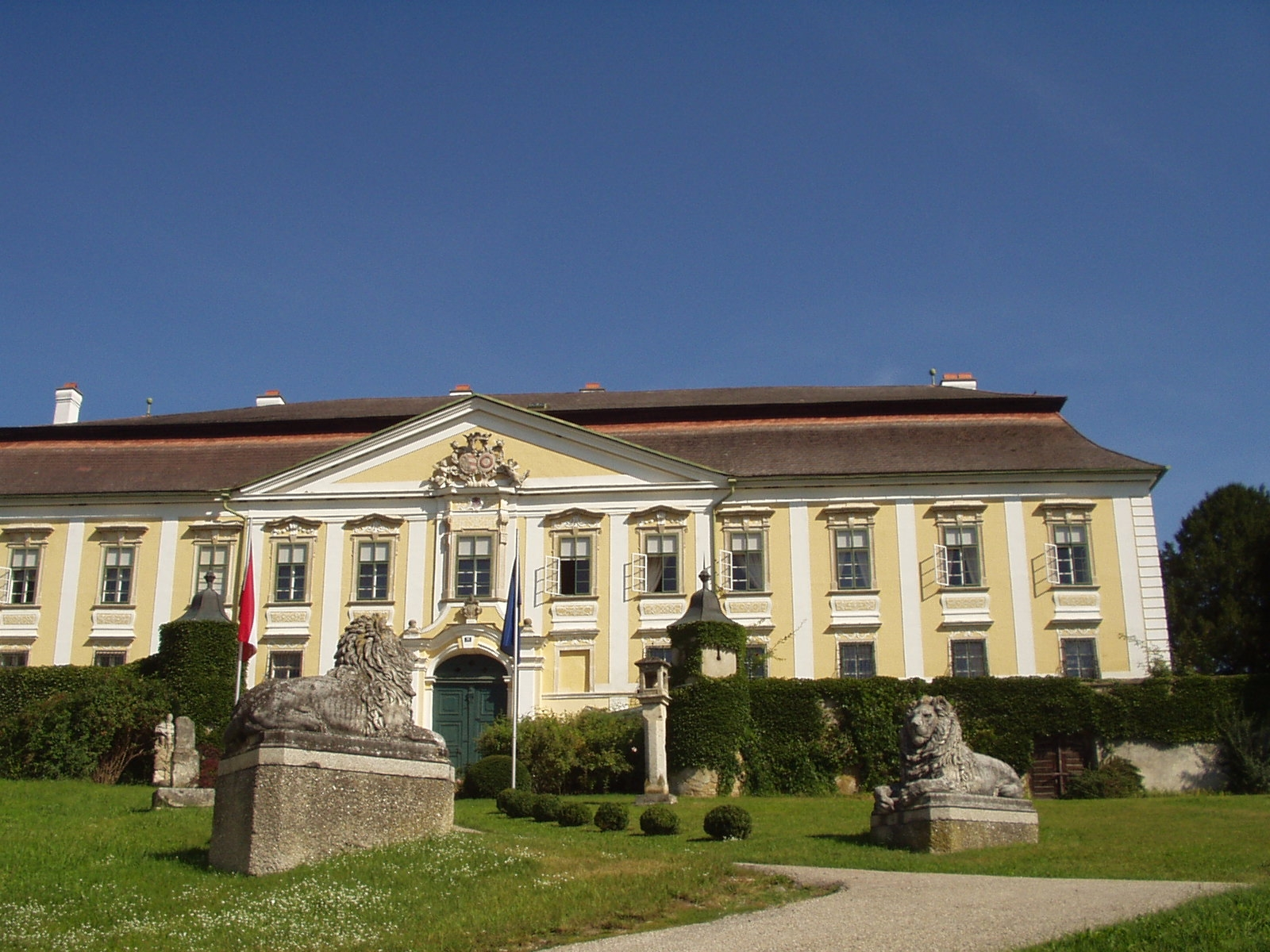
Schloss Gobelsburg bei Langenlois
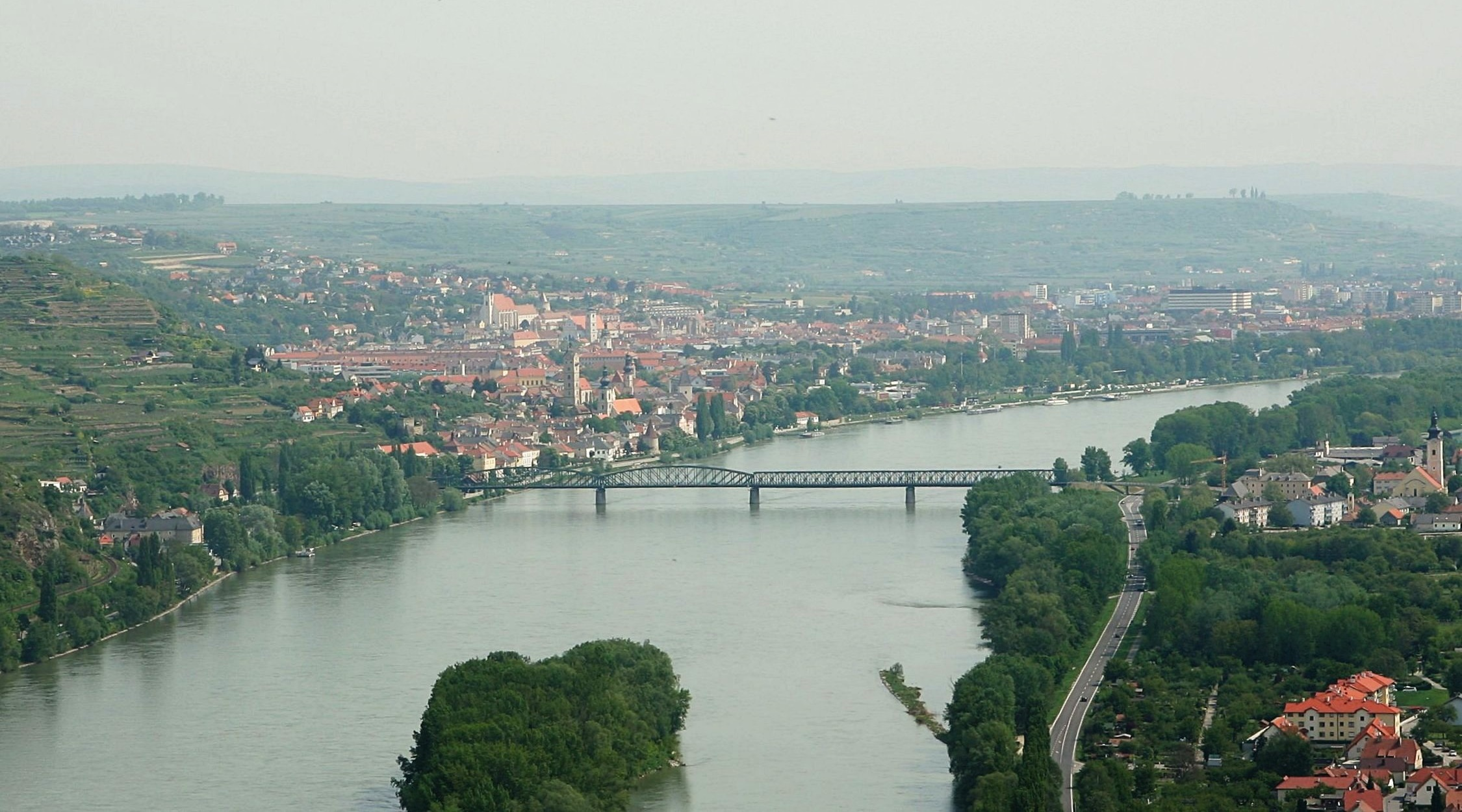
Krems am linken Donauufer
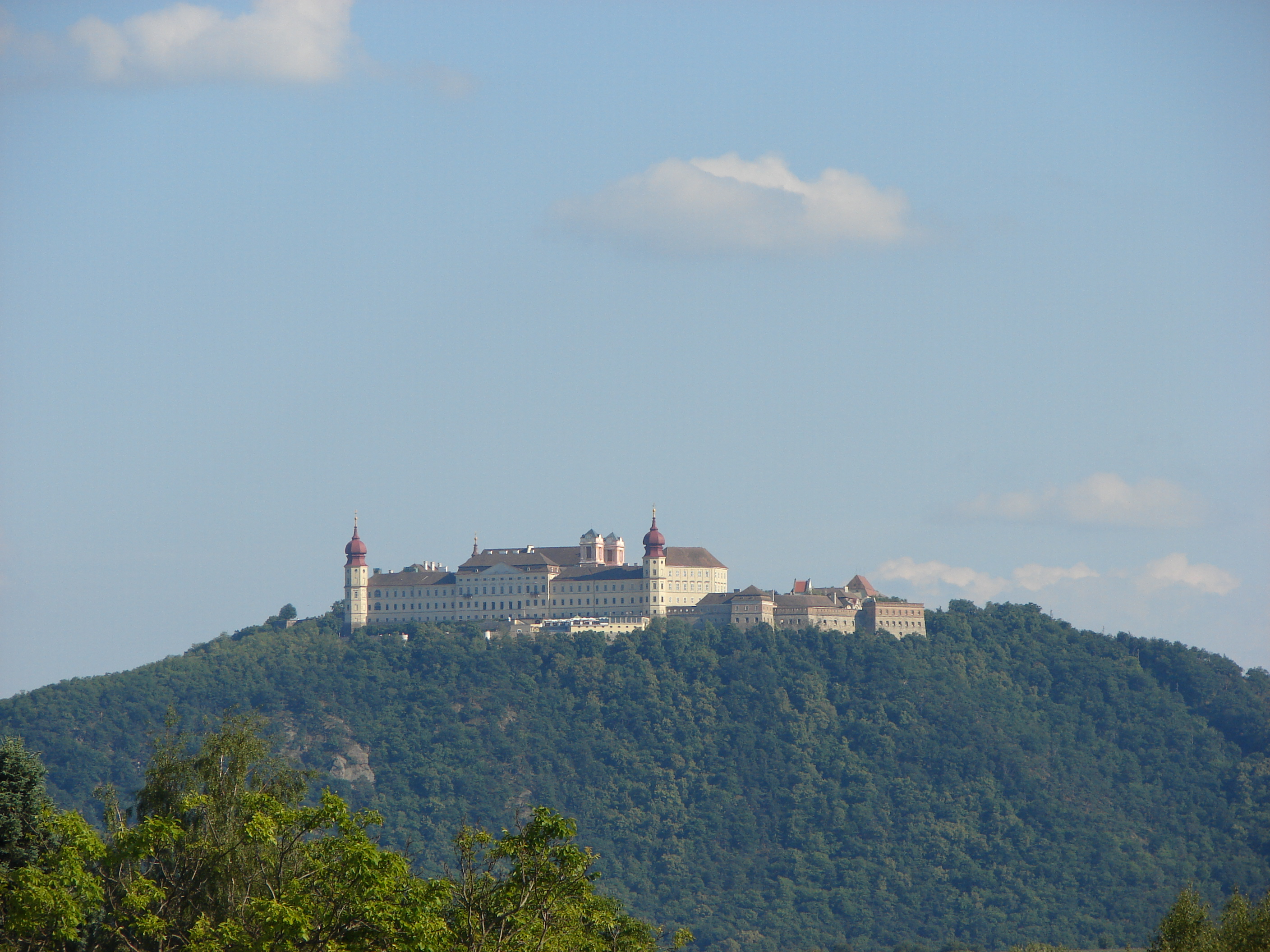
Stift Göttweig von Stein aus gesehen
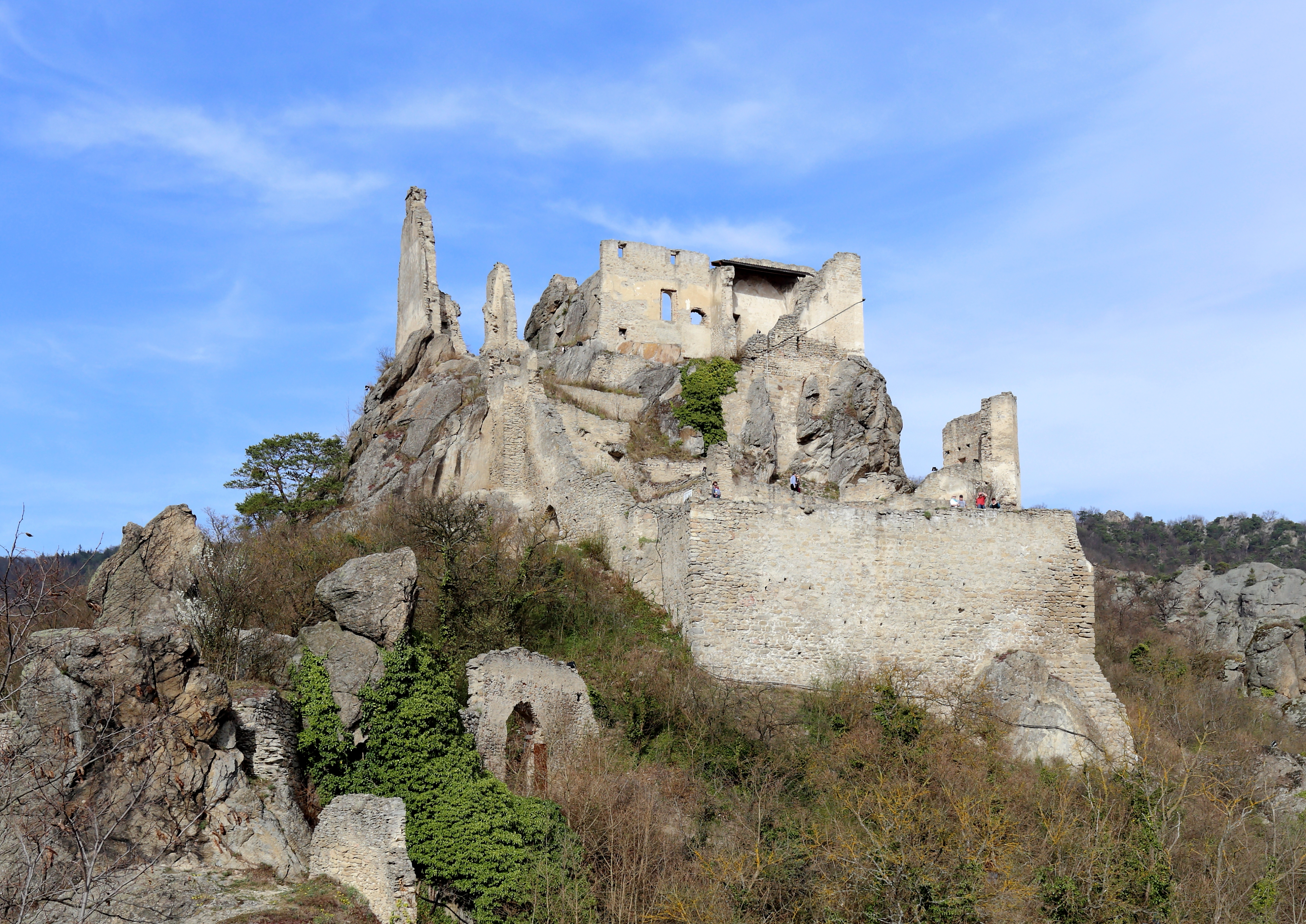
Die Burgruine Dürnstein
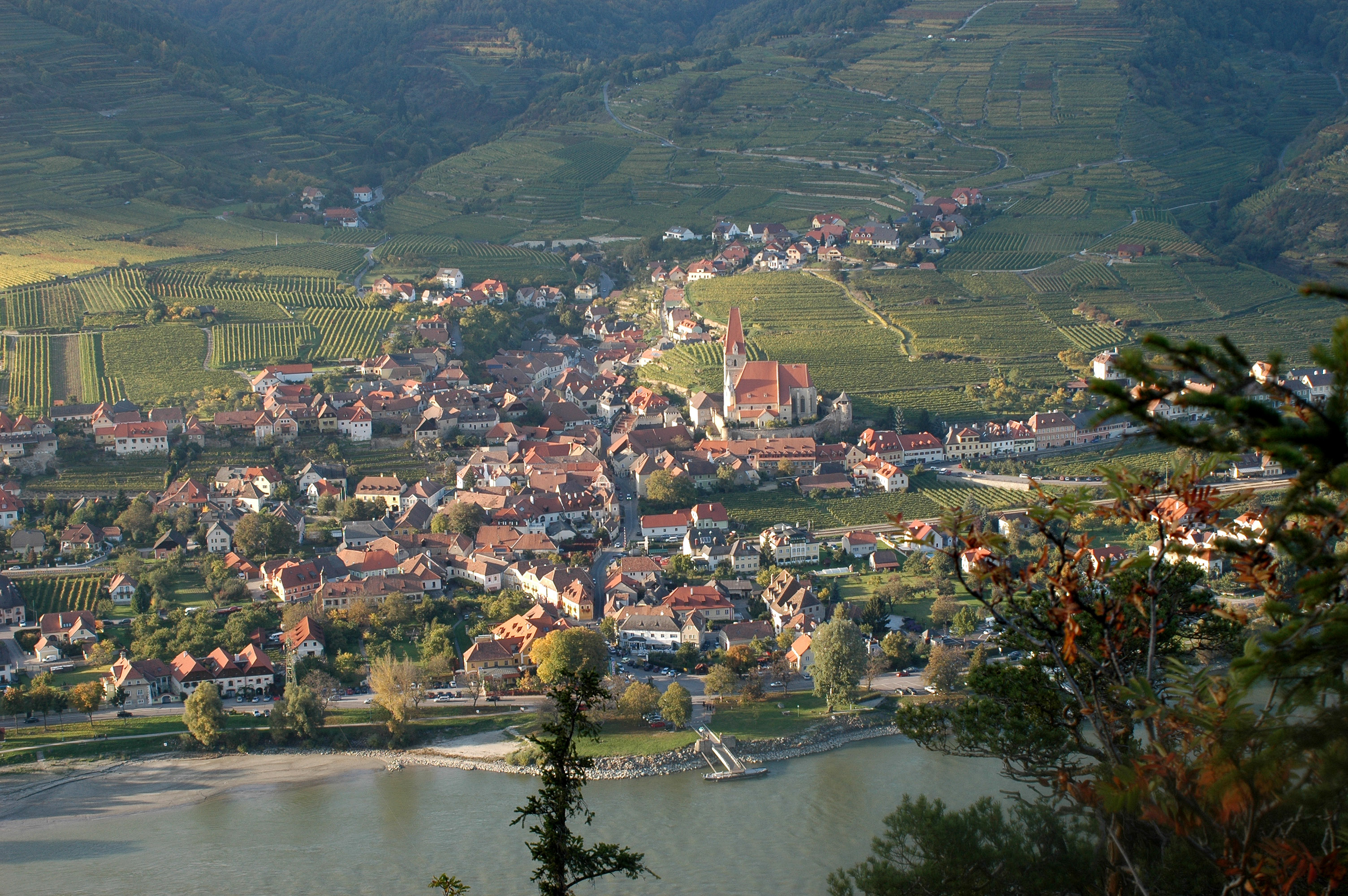
Weißenkirchen von Süden aus gesehen
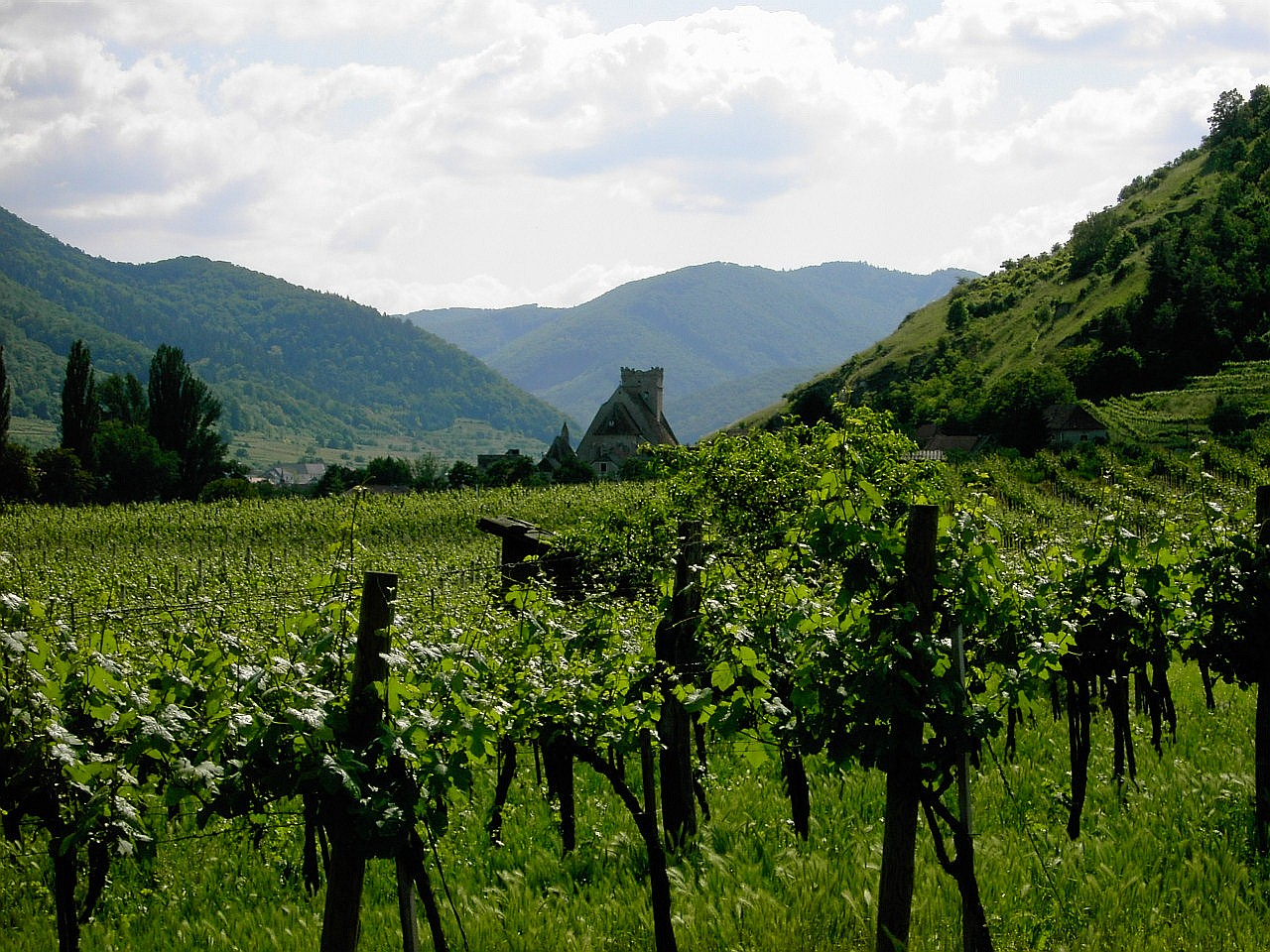
Weingärten östlich von St. Michael
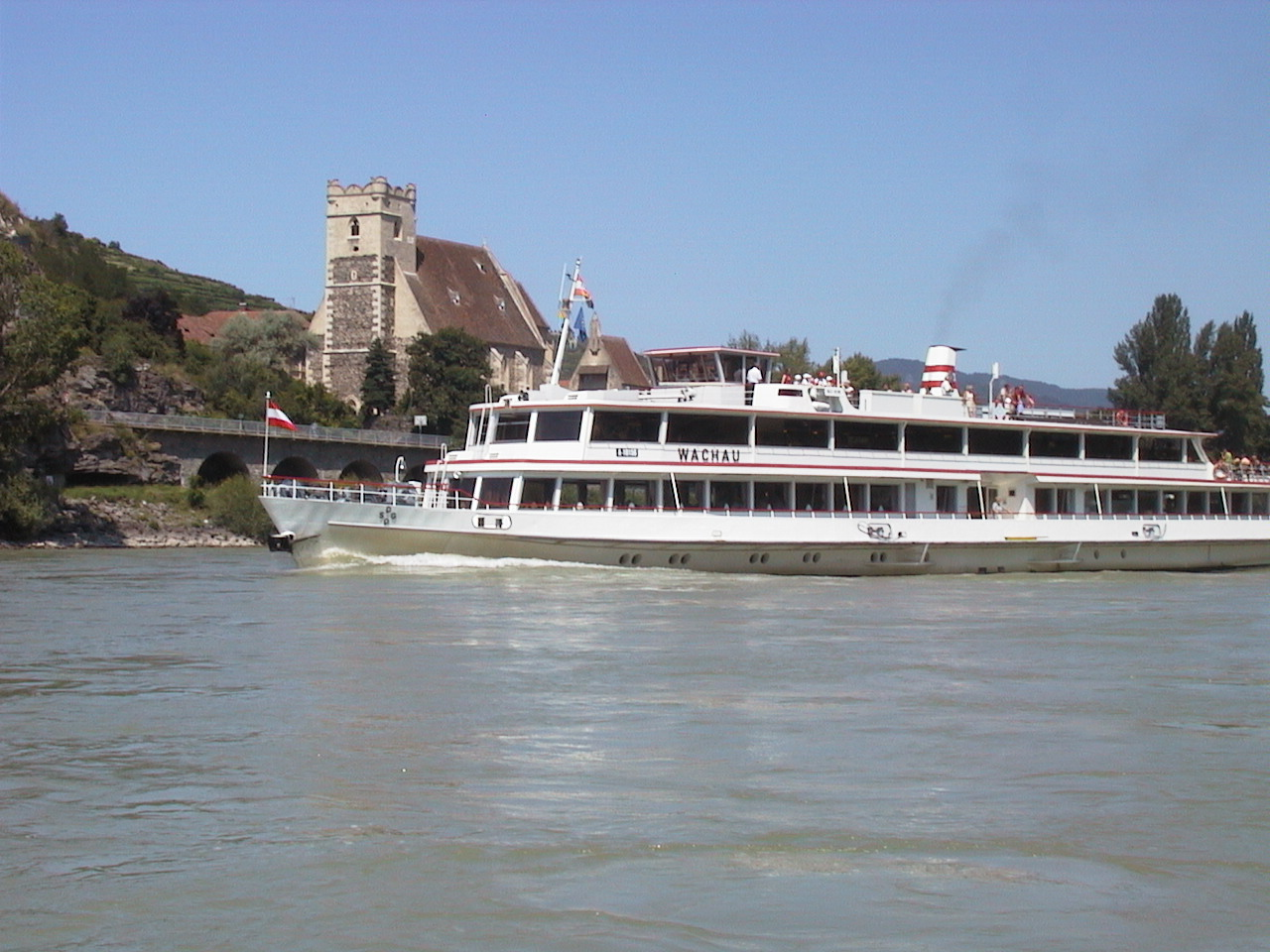
Ausflugsschiff vor St. Michael
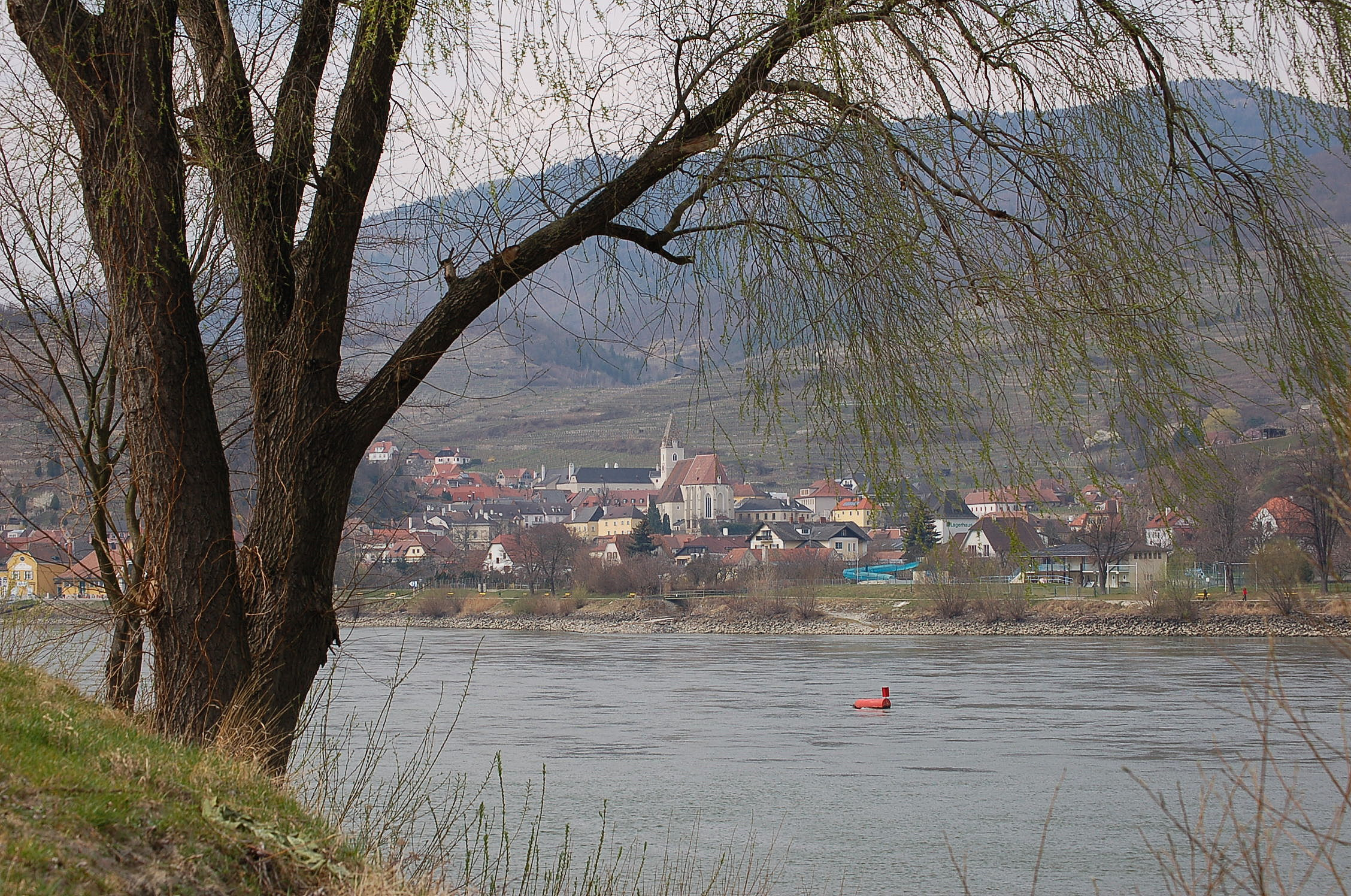
Spitz vom anderen Donauufer aus